# Deutsche Cadre-47/1-Meisterschaft 1992/93

Veranstaltungsort: Pforzheim

Die Deutsche Cadre-47/1-Meisterschaft 1992/93 ist eine Billard-Turnierserie und fand vom 6. bis 8. November 1992 in Pforzheim zum 26. Mal statt.

## Geschichte
Wieder einmal waren die Informationen dieser Meisterschaft in der Deutschen Billard-Zeitung Billard Sport Magazin sehr mangelhaft. Es ist lediglich bekannt, dass Wolfgang Zenkner im Finale gegen Martin Horn mit 2:1 Sätzen gewann. Das gleiche Ergebnis gab es im Spiel um Platz drei. Für Zenklner war es der insgesamt fünfte Deutsche Meistertitel im Cadre 47/1. Er ist damit alleiniger Rekordhalter. Die Endtabelle wurde aus dem CEB-Report 1992/93 entnommen.

## Modus
Das komplette Turnier wurde im Doppel-K.-o.-System mit zwei Gewinnsätzen bis 60 Punkte ohne Nachstoß gespielt. Nur bei einem Satzsieg in einer Aufnahme gab es einen Nachstoß. Für einen 2:0-Satzsieg gab es 3:0 Satzpunkte und bei einem 2:1-Satzsieg 2:1 Satzpunkte.
Es gab nur einen Nachstoß wenn ein Spieler einen Satz in einer Aufnahme beenden konnte. Schaffte Spieler zwei auch die geforderten 60 Punkte, so bekamen beide Akteure zwei Satzpunkte.
Die Endplatzierung ergab sich aus folgenden Kriterien:
1. Matchpunkte
2. Satzpunkte
3. Generaldurchschnitt (GD)
4. Bester Einzeldurchschnitt (BED)
5. Höchstserie (HS)

## Teilnehmer
1. Wolfgang Zenkner (BSV München) (Titelverteidiger)
2. Martin Horn (BF Horster-Eck Essen 1959)
3. Andreas Fuchs (BSV München)
4. Achim Helfrich (BC 1921 Elversberg)
5. Efstratios Stavrakidis (BC Frankfurt 1912)
6. Bernd Schneider (BC Erfurt)
7. Peter Steinberger (BC Kempten)
8. Volker Simanowski (BSV Velbert)
9. Daniel Mieth (1. Langener BC)
10. Roland Gries (BC Schwarz-Blau Horst-Emscher)
11. Axel Büscher (BC Erfurt)
12. Robert Steinbach (BC Hilden)
13. Dirk Dröge (BC Grün-Weiß Wanne)
14. Willi Steinberger (BC Kempten)
15. Thomas Berger (BG Bottrop 24)
16. Paul Zenker (BC Pforzheim e.V.)

### Abschlusstabelle
| Klassement                | Klassement             | Klassement | Klassement | Klassement | Klassement | Klassement | Klassement | Klassement |
| Platz                     | Name                   | MP         | SV         | GD         | BED        | BSD        | HS         |            |
| ------------------------- | ---------------------- | ---------- | ---------- | ---------- | ---------- | ---------- | ---------- | ---------- |
| 1                         | Wolfgang Zenkner       | 8:0        | 16:4       | 21,84      | 31,60      | 60,00      | 60         |            |
| 2                         | Martin Horn            | 6:2        | 14:6       | 16,75      | 24,00      | 30,00      | 59         |            |
| 3                         | Volker Simanowski      | 10:2       | 20:6       | 9,55       | 20,00      | 30,00      | 58         |            |
| 4                         | Peter Steinberger      | 8:4        | 18:14      | 5,86       | 6,12       | 15,00      | 48         |            |
| 5                         | Bernd Schneider        | 4:4        | 10:10      | 9,19       | 10,56      | 20,00      | 42         |            |
| 6                         | Axel Büscher           | 4:4        | 10:12      | 7,08       | 11,14      | 20,00      | 51         |            |
| 7                         | Achim Helfrich         | 4:4        | 12:10      | 8,10       | 9,41       | 30,00      | 40         |            |
| 8                         | Andreas Fuchs          | 4:4        | 8:10       | 8,63       | 9,23       | 12,00      | 51         |            |
| 9                         | Robert Steinbach       | 2:4        | 8:8        | 8,93       | 9,23       | 20,00      | 38         |            |
| 10                        | Daniel Mieth           | 2:4        | 8:8        | 7,25       | 10,00      | 10,00      | 36         |            |
| 11                        | Willi Steinberger      | 2:4        | 6:8        | 7,43       | 10,91      | 12,00      | 35         |            |
| 12                        | Dirk Dröge             | 2:4        | 6:8        | 5,86       | 8,57       | 10,00      | 28         |            |
| 13                        | Paul Zenker            | 0:4        | 0:8        | 9,11       | –          | –          | 33         |            |
| 14                        | Thomas Berger          | 0:4        | 0:8        | 5,56       | –          | –          | 29         |            |
| 15                        | Efstratios Stavrakidis | 0:4        | 0:8        | 3,70       | –          | –          | 11         |            |
| 16                        | Roland Gries           | 0:4        | 0:8        | 3,69       | –          | –          | 18         |            |
| Turnierdurchschnitt: 8,21 |                        |            |            |            |            |            |            |            |